# Евхерије Лионски
Евхерије Лионски (380. Лион,  Галија - 449. Лион) - архиепископ Лиона, духовни писац; католички светац.

## Биографија
Евхерије је рођен 380. године у граду Лиону; добио бриљантно образовање за оно време; имао породицу – жену Галу и децу Салонија Женевског и Верана из Венса.
Инвазија вође и првог краља Визигота, Алариха I, 409-410. оставио депресиван утисак на Еухерија (варвари су уништили сва уметничка дела; Аларик је поштедео само цркве и свети прибор) и после смрти његове жене Гале (која је очигледно такође постала жртва окрутних Визигота), Евхерије се повукао са синовима Вераном. а Салониус на неко време у Лерински манастир на острву Сен-Онорат (Леринска острва) код обале Кана, што је било уобичајено у 5. веку. Ту је живео строг, једноставан живот, посвећујући се васпитању и образовању својих синова.
Убрзо након тога повукао се даље на суседно острво Лерона, где је своје време посветио проучавању Светог писма и смирењу. Са идејом да би се могао придружити пустињацима у пустињама Блиског истока, консултовао је монаха Јована Касијана, чувеног пустињака који је са Истока дошао у Марсељ. Касијан је други сет својих Колација (бр. 11–17) посветио Евхерију и Хонорату, оснивачима Лерина. Они описују свакодневни живот пустињака египатске Тебаиде и расправљају о важним темама благодати, слободне воље и Светог писма.
Угледајући се на аскетски начин живота египатских пустињака, Евхерије је одржавао контакт са људима познатим по учености и побожности: Касијаном, Хоноратом, Иларијем од Арелата, Клаудијем Мамертом, Агроецијем (који му је посветио књигу) и Сидонијем Аполинаријем. Евхеријева слава се убрзо толико проширила по југоисточној Галији да је 434. године изабран за архиепископа Лиона. Поуздано се зна да је био присутан на Првом сабору у Орану као митрополит лионски 441. године и да је ту функцију задржао до своје смрти.
Евхерије је написао две књиге као приручник за наставу у Епископској школи: „Упутства” и „Књигу формула за духовно разумевање”. Његовим најбољим делима сматрају се „Похвала пустињи“ и „Опомена Валеријану о презиру света и секуларне филозофије“. Такође сачувано је и његово дело „Страдање агаунских мученика, светога Мориса и др са њим“. Поред тога, написао је многе беседе. Евхерије је преминуо око 454. године.